# UEFA Europa League 2018-19
UEFA Europa League 2018-19 var den 48. sæson af europas næststørste klubturnering i fodbold arrangeret af UEFA, og den 10. sæson, siden den blev omdøbt fra UEFA Cup til UEFA Europa League .
Finalen blev spillet på det Olympiske stadion i Baku, Aserbajdsjan, mellem de engelske hold Chelsea og Arsenal - og dermed var det den første Europa League-finale, der blev spillet mellem to hold fra samme by. Chelsea besejrede Arsenal 4-1 og har vandt retten til at spille mod Liverpool, vinderne af UEFA Champions League 2018-19, i UEFA Super Cup 2019. Som vindere ville Chelsea også have været kvalificeret til UEFA Champions League 2019-20-gruppespillet; men da de allerede havde kvalificeret sig gennem en tredjepladsen i Premier League, blev den reserverede plads givet til tredjepladsen i Ligue 1 2018-19 - da Frankrig var det 5. bedste land ifølge næste sæsonens adgangsliste.
For første gang blev videoassistentdommeren (VAR) -systemet brugt i turneringen, hvor det blev implementeret i finalen.

## Turneringsændringer
Den 9. december 2016 bekræftede UEFA reformplanen for UEFA Champions League for 2018-2021-cyklen, der blev annonceret den 26. august 2016. I henhold til de nye regler vil alle hold, der elimineres i UEFA Champions League kvalificerede runder, få en chance i Europa League.

## Hold fra forbund
I alt 213 hold fra alle 55 UEFA-forbund deltog i UEFA Europa League 2018-19. Forbundsrangeringen baseret på UEFA-koefficienter anvendes til at bestemme antallet af deltagende hold for hvert forbund:
- Forbund 1-51 (undtagen Liechtenstein ) har hver tre hold.
- Forbund 52-54 hver har to hold.
- Liechtenstein og Kosovo (forening 55) har hver et hold kvalificeret (Liechtenstein organiserer kun en pokalturnering og ingen indenlandsk liga, Kosovo som en beslutning truffet af UEFA's eksekutivkomité).[8]
- Desuden er 55 hold der blev elimineret i UEFA Champions League 2018-19 overført til Europa League (standard nummer er 57, men to færre hold konkurrerer i UEFA Champions League 2018-19).

### Forbundsrangering
For UEFA Europa League 2018-19 fordeles forbundene efter deres UEFA landskoefficienter fra 2017, der tager højde for deres præstation i europæiske turneringer fra 2012-13 til 2016-17. 
Bortset fra tildelingen baseret på landets koefficienter kan forbund have yderligere hold, der deltager i Champions League, som anført nedenfor:
- (UCL) - Yderligere hold overført fra UEFA Champions League

| Rangering | Forbund      | Koeff.  | Hold | Noter    |
| --------- | ------------ | ------- | ---- | -------- |
| 1         | Spanien      | 104.998 | 3    | +1 (UCL) |
| 2         | Tyskland     | 79.498  | 3    |          |
| 3         | England      | 75.962  | 3    |          |
| 4         | Italien      | 73.332  | 3    | +2 (UCL) |
| 5         | Frankrig     | 56.665  | 3    |          |
| 6         | Rusland      | 50.532  | 3    | +1 (UCL) |
| 7         | Portugal     | 49.332  | 3    | +1 (UCL) |
| 8         | Ukraine      | 42.633  | 3    | +2 (UCL) |
| 9         | Belgien      | 42.400  | 3    | +2 (UCL) |
| 10        | Tyrkiet      | 39.200  | 3    | +2 (UCL) |
| 11        | Tjekkiet     | 33.175  | 3    | +2 (UCL) |
| 12        | Schweiz      | 32.075  | 3    | +1 (UCL) |
| 13        | Holland      | 31.063  | 3    |          |
| 14        | Grækenland   | 27.900  | 3    | +1 (UCL) |
| 15        | Østrig       | 25.350  | 3    | +2 (UCL) |
| 16        | Kroatien     | 25.250  | 3    | +1 (UCL) |
| 17        | Rumænien     | 24.350  | 3    | +1 (UCL) |
| 18        | Danmark      | 24.000  | 3    | +1 (UCL) |
| 19        | Hviderusland | 19.875  | 3    | +1 (UCL) |

| Rangering | Forbund       | Koeff. | Hold | Noter    |
| --------- | ------------- | ------ | ---- | -------- |
| 20        | Polen         | 19.750 | 3    | +1 (UCL) |
| 21        | Sverige       | 19.725 | 3    | +1 (UCL) |
| 22        | Israel        | 19.375 | 3    | +1 (UCL) |
| 23        | Skotland      | 18.925 | 3    | +1 (UCL) |
| 24        | Cypern        | 18.550 | 3    | +1 (UCL) |
| 25        | Norge         | 18.325 | 3    | +1 (UCL) |
| 26        | Aserbajdsjan  | 17.750 | 3    | +1 (UCL) |
| 27        | Bulgarien     | 15.875 | 3    | +1 (UCL) |
| 28        | Serbien       | 15.375 | 3    |          |
| 29        | Kasakhstan    | 15.250 | 3    | +1 (UCL) |
| 30        | Slovenien     | 13.125 | 3    | +1 (UCL) |
| 31        | Slovakiet     | 11.750 | 3    | +1 (UCL) |
| 32        | Liechtenstein | 11.000 | 1    |          |
| 33        | Ungarn        | 9.500  | 3    | +1 (UCL) |
| 34        | Moldova       | 9.500  | 3    | +1 (UCL) |
| 35        | Island        | 8.375  | 3    | +1 (UCL) |
| 36        | Finland       | 7.650  | 3    | +1 (UCL) |
| 37        | Albanien      | 6.625  | 3    | +1 (UCL) |

| Rangering | Forbund             | Koeff. | Hold | Noter    |
| --------- | ------------------- | ------ | ---- | -------- |
| 38        | Irland              | 6.575  | 3    | +1 (UCL) |
| 39        | Bosnien-Hercegovina | 6.500  | 3    | +1 (UCL) |
| 40        | Georgien            | 6.375  | 3    | +1 (UCL) |
| 41        | Letland             | 6.125  | 3    | +1 (UCL) |
| 42        | Macedonia           | 5.625  | 3    | +1 (UCL) |
| 43        | Estland             | 5.250  | 3    | +1 (UCL) |
| 44        | Montenegro          | 5.250  | 3    | +1 (UCL) |
| 45        | Armenien            | 5.125  | 3    | +1 (UCL) |
| 46        | Luxembourg          | 4.875  | 3    | +1 (UCL) |
| 47        | Nordirland          | 4.500  | 3    | +1 (UCL) |
| 48        | Litauen             | 4.125  | 3    | +1 (UCL) |
| 49        | Malta               | 4.000  | 3    | +1 (UCL) |
| 50        | Wales               | 3.875  | 3    | +1 (UCL) |
| 51        | Færøerne            | 3.500  | 3    | +1 (UCL) |
| 52        | Gibraltar           | 2.500  | 2    | +1 (UCL) |
| 53        | Andorra             | 1.165  | 2    | +1 (UCL) |
| 54        | San Marino          | 0.333  | 2    | +1 (UCL) |
| 55        | Kosovo              | 0.000  | 1    | +1 (UCL) |

### Fordeling
I standardadgangslisten overføres 17 tabere fra Champions Leagues første kvalifikationsrunde til Europa Leagues anden kvalifikationsrunde (Mestervejen). Men en færre taber ville blive overført, da Champions League-titelindehavere allerede kvalificerede sig til gruppespillet via deres nationale liga. Derfor kom kun 19 hold ind i Mestervejens anden kvalifikationsrunde (en af taberne fra Champions League første kvalifikationsrunde ville gennem lodtrækning blive oversiddere).
Derudover overføres tre tabere fra Champions League anden kvalifikationsrunde (Ligavejen) til Europa League tredje kvalifikationsrunde (Hovedvejen). Men en taber færre ville blive overført, da Europa League-titelhaverne allerede kvalificerede sig til gruppespillet via deres nationale liga. Som følge heraf blev følgende ændringer af adgangslisten foretaget:
- Pokalvinderne i forbund 18 (Danmark) trådte ind i tredje kvalifikationsrunde i stedet for anden kvalifikationsrunde.
- Pokalvinderne i forbund 25 (Norge) kom ind i anden kvalifikationsrunde i stedet for første kvalifikationsrunde.
- Pokalvinderne i forbund 50 og 51 (Wales og Færøerne) kom ind i første kvalifikationsrunde i stedet for den præ-kvalifikationsrunden.

|                                             |                                             | Hold ind i denne runde | Hold fremad fra foregående runde                                                            | Hold overført fra Champions League |
| ------------------------------------------- | ------------------------------------------- | --- | ------------------------------------------------------------------------------------------- | --- |
| Indledende runde </br> (14 hold)            | Indledende runde </br> (14 hold)            | - 4 hjemmebasket vindere fra foreninger 52-55 - 6 indenlandske liga-løbere fra foreninger 49-54 - 4 indenlandske liga tredjeplacerede hold fra foreninger 48-51 |                                                                                             | |
| Første kvalificerende runde </br> (94 hold) | Første kvalificerende runde </br> (94 hold) | - 26 husmænd vindere fra foreninger 26-51 - 30 indenlandske liga-løbere fra foreninger 18-48 (undtagen Liechtenstein) - 31 indenlandske liga tredjeplassede hold fra foreninger 16-47 (undtagen Liechtenstein) | - 7 vindere fra indledende runde                                                            | |
| Anden kvalificerende runde                  | Champions Path </br> (19 hold)              | |                                                                                             | - 16 tabere fra Champions League første kvalificerede runde - 3 tabere fra Champions League foreløbige runde                                                                                          |
| Anden kvalificerende runde                  | Hovedvej </br> (74 hold)                    | - 7 hjemmebasket vindere fra foreninger 19-25 - 2 indenlandske liga-løbere fra foreninger 16-17 - 3 indenlandske liga tredjeplassede hold fra foreninger 13-15 - 9 indenlandske liga fjerdeplacerede hold fra foreninger 7-15 - 2 indenlandske liga femteplacerede hold fra foreninger 5-6 (League Cup vindere til Frankrig) - 4 indenlandske liga sjette placerede hold fra foreninger 1-4 (League Cup vindere for England) | - 47 vindere fra første kvalificerede runde                                                 | |
| Tredje kvalificerende runde                 | Champions Path </br> (20 hold)              | | - 10 vindere fra anden kvalificerende runde (Champions Path)                                | - 10 tabere fra Champions League anden kvalificerende runde (Champions Path) |
| Tredje kvalificerende runde                 | Hovedvej </br> (52 hold)                    | - 6 hjemmebasket vindere fra foreninger 13-18 - 6 indenlandske liga tredjeplassede hold fra foreninger 7-12 - 1 landshold fjerdeplaceret hold fra forening 6 | - 37 vindere fra anden kvalificerende runde (Main Path)                                     | - 2 tabere fra Champions League anden kvalificerende runde (League Path) |
| Play-off runde                              | Champions Path </br> (16 hold)              | | - 10 vindere fra tredje kvalificerede runde (Champions Path)                                | - 6 tabere fra Champions League tredje kvalificerede runde (Champions Path) |
| Play-off runde                              | Hovedvej </br> (26 hold)                    | | - 26 vindere fra tredje kvalificerede runde (Main Path)                                     | |
| Gruppestadium </br> (48 hold)               | Gruppestadium </br> (48 hold)               | - 12 hjemmebasket vindere fra foreninger 1-12 - 1 landshold fjerdeplaceret hold fra forening 5 - 4 indenlandske liga femteplacerede hold fra foreninger 1-4 | - 8 vindere fra play-off runde (Champions Path) - 13 vindere fra play-off runde (Main Path) | - 4 tabere fra Champions League play-off runde (Champions Path) - 2 tabere fra Champions League play-off runde (League Path) - 4 tabere fra Champions League tredje kvalificerede runde (League Path) |
| Knockout fase </br> (32 hold)               | Knockout fase </br> (32 hold)               | | - 12 gruppevindere fra gruppestadiet - 12 gruppeløbere op fra gruppestadiet                 | - 8 tredjeplassede hold fra Champions League-gruppestadiet |

- Når vinderne i hjemmekampen (betragtes som den "højest placerede" kvalifikation inden for den nationale forening med den seneste startrunde) også kvalificerer sig til Champions League, bliver deres Europa League-plads fraflyttet. Som følge heraf kvalificeres det højest placerede hold i ligaen, som endnu ikke har kvalificeret sig til europæiske konkurrencer, til Europa League, med Europa League-kvalifikatørerne, der slutter over dem i ligaen, flyttede op på et "sted".
- Når vinderne i cupen også kvalificerer sig til Europa League gennem ligaposition, bliver deres plads gennem ligapositionen ledig. Som følge heraf kvalificeres det højest placerede hold i ligaen, som endnu ikke har kvalificeret sig til europæiske konkurrencer, til Europa League, med Europa League-kvalifikatørerne, der slutter over dem i ligaen, flyttede om muligt et "sted".
- For sammenslutninger, hvor et Europa League-sted er forbeholdt enten League Cup eller slutningen af sæsonens europæiske konkurrenceafspillede vindere, kvalificerer de sig altid til Europa League som den "lavest placerede" kvalifikationskamp. Hvis League Cup-vinderne allerede har kvalificeret til europæiske konkurrencer gennem andre metoder, er dette reserverede Europa League-sted taget af det højest placerede hold i ligaen, som endnu ikke har kvalificeret sig til europæiske konkurrencer.

## Indledende runde
I den indledende runde blev holdene inddelt i seedede og useedede hold baseret på deres UEFA Klubkoefficienter fra 2018, og derfor gennem lodtrækning fordelt i ude- og hjemmekampe. Hold fra samme forbund kunne ikke trækkes mod hinanden. Lodtrækning fandt sted den 12. juni 2018. Den første kamp fandt sted den 26.-28. juni og returkampen blev spillet den 5. juli 2018.
UEFA Europa League kvalifikationsfase og playoff-runde